# Eugeniusz Morawski-Dąbrowa

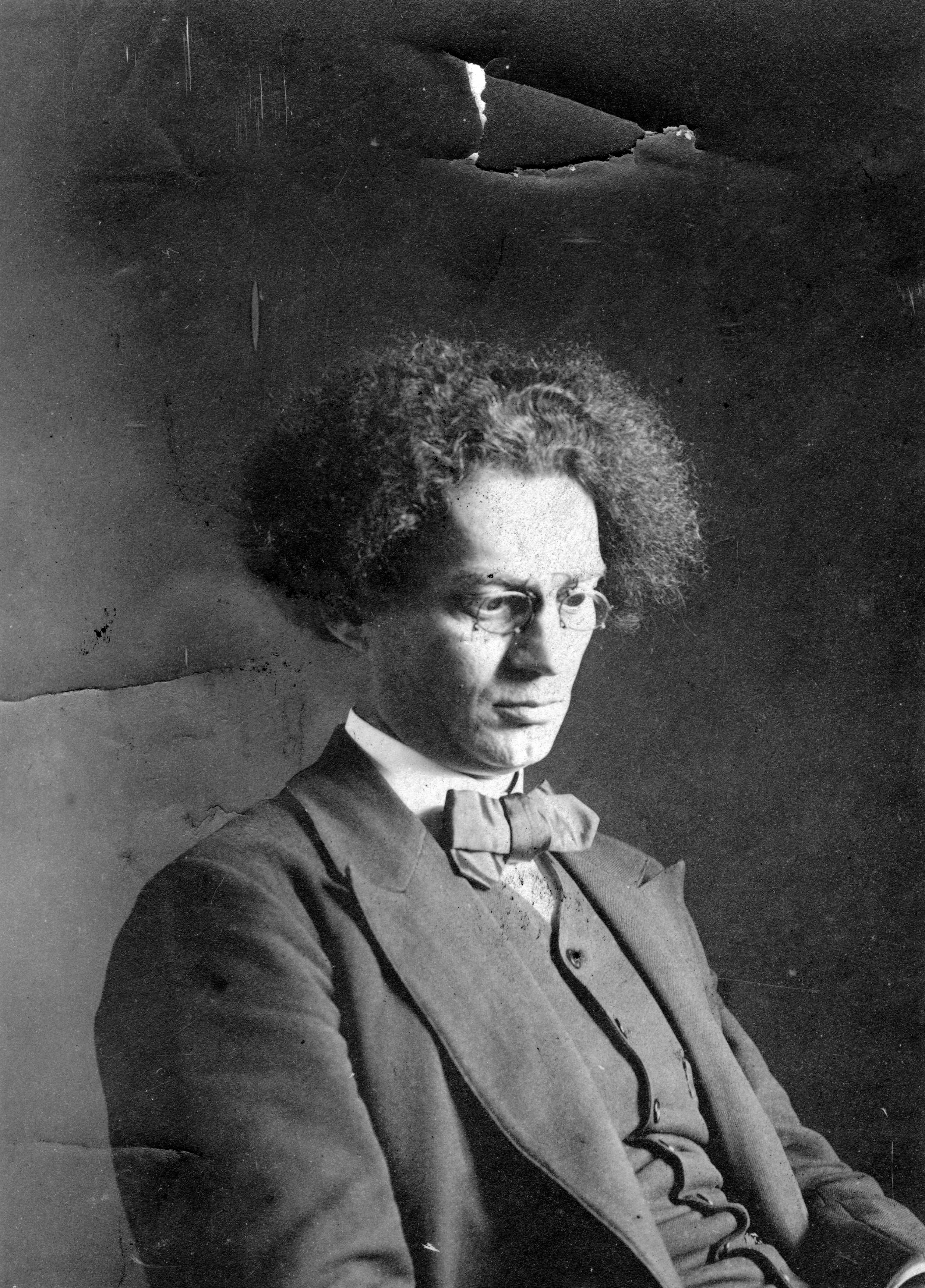
Eugeniusz Morawski-Dąbrowa

Eugeniusz Morawski-Dąbrowa (Warschau, 2 november 1876 - aldaar, 23 oktober 1948) was een Pools componist en schilder.

## Leven
Morawski-Dąbrowa studeerde van 1899 tot 1904 aan het Warschauer conservatorium. Zijn pianoleraar was Antoni Sygietyńsk; compositie studeerde hij bij  Zygmunt Noskowski. Naast zijn muziekstudies nam hij lessen aan de Kunstacademie bij Jan Kauzik, Konrad Krzyżanowski, Ferdynand Ruszczyc en Karol Tichy. Hier raakte hij bevriend met de Litouwse componist en schilder Mikalojus Konstantinas Čiurlionis. 
Tijdens zijn studie kwam hij in aanraking met het Poolse nationalisme en de strijd tegen de Russische bezetting. Hij sloot zich aan bij de revolutionaire afdeling van de Poolse Socialistische Partij (1903) en werd in 1907 wegens revolutionaire activiteiten opgepakt. Een militair gerechtshof veroordeelde hem tot vier jaar verbanning naar Siberië. Door tussenkomst van zijn vader kon Morawski-Dąbrowa naar Parijs vertrekken. Hier studeerde hij verder. André Gédalge en Camille Chevillard waren zijn belangrijkste muziekdocenten, Antoine Bourdelle zijn docent beeldende kunsten.
Na voltooiing van zijn studie vestigde hij zich als vrij kunstenaar in de Franse hoofdstad, waar hij zowel als componist als als schilder werkzaam werd. In 1909 werd hij lid van de Société des Artistes Polonais de Paris (1909).
Pas in 1930 keerde hij terug naar het intussen onafhankelijke Polen. Hij werd rector van de Muziekacademie in Poznań en aansluitend van het conservatorium van Warschau. In 1932 werd hij, als opvolger van Karol Szymanowski directeur van de Fryderyk Chopin Muziekacademie.
Tijdens de Tweede Wereldoorlog zette Morawski-Dąbrowa zijn pedagogische activiteiten voort in de illegaliteit. Na de bevrijding werkte hij als muziekdocent in Ruda Pabianicka, vanwaar hij in 1947 naar Warschau terugkeerde. In Polen ontving hij verschillende onderscheidingen, waaronder het Officierskruis in de Orde Polonia Restituta (1933) en de Medaille van Onafhankelijkheid (1933).

## Werk
Als schilder werkte Morawski-Dąbrowa in een naturalistische stijl. Al spoedig zouden zijn compositorische activiteiten de overhand krijgen. Hierin ontwikkelde hij een laat-romantisch idioom, waarin verwantschap met het werk van Szymanowski hoorbaar is. De meeste van Morawski’s werken zijn tijdens de verwoesting van Warschau in de Tweede Wereldoorlog verloren gegaan. Slechts enkele werken zijn bewaard gebleven en 3 symfonische gedichten zijn opgenomen. 
Symfonieën - alle verloren gegaan
- Symfonie nr 1 „Vae Victis” in b kl.t. (1906)
- Symfonie nr 2 „Fleurs du mal” in g kl.t. (1906)
- Symfonia nr 3 „Prometheus” voor solisten, koor en orkest

Symfonische gedichten
- Don Quichotte (1909)
- Nevermore (1911)
- Ulalume

Verloren gegaan:
- Hop-Frog
- Irydion
- Ahasweries

Soloconcerten - alle verloren gegaan
- Vioolconcert
- Twee Pianoconcerten

Balletten
- Świtezianka (1930)
- Miłość (1928)

Verloren gegaan:
- Krak i smok (1929)
- Balet gotycki
- Kuszenie św. Antoniego

Opera's - alle verloren gegaan
- Aspazja
- Lilla Weneda
- Salammbô
- Pan Tadeusz
- Dafnis i Chloe

Kamermuziek - alles verloren gegaan
- Pianotrio (1900)
- Zeven strijkkwartetten
- Twee vioolsonates

Piano
- Preludium  (1902)
- Sonate in fis kl.t. voor piano-vierhandig
- Acht sonates

Verder schreef hij liederen en koorwerken.